# 홍콩 광둥어
홍콩 광둥어(중국어 정체자: 香港粵語, 간체자: 香港粤语)는 홍콩에서 쓰이는 중국어의 방언이다. 홍콩에서 오랜 기간의 영국의 통치 등으로 인하여 영어와 함께 공용어로 지정되어 있는 홍콩의 언어로, 광둥어의 일종이다.
수년에 걸쳐 홍콩 광둥어는 외국어 용어를 흡수하여 홍콩 고유의 용어들을 대거 발전시켜 왔다. 영어와의 코드 전환도 일반적이다. 이는 1841년부터 1997년 사이 영국의 지배와 1949년 중화인민공화국 수립 직후 홍콩-중국 본토 국경이 폐쇄된 결과이다.

## 같이 보기
- 홍콩식 영어
- 홍콩의 언어